# Fuerza Ciudadana de Chiapas
La Fuerza Ciudadana de Chiapas es una dependencia de la administración pública estatal, perteneciente a Secretaría de Seguridad y Protección Ciudadana (SSyPC), perteneciente al estado de Chiapas, teniendo su base central en  municipio de Tuxtla Gutiérrez. 
El cuerpo de la Policía Fuerza Ciudadana, está dividido en otras tres dependencias, como lo son, Seguridad Penitenciaria, Policía Estatal Preventiva, y la Fuerza Estatal Fronteriza, teniendo una contratación promedio anual de 1217 elementos.

## Organización
La función de este cuerpo policial es la de ser una dependencia de la Administración Pública, en coordinación con los tres niveles de gobierno, tanto federal, estatal y municipal en conjunto con la participación de la sociedad, tiene por objeto preservar la libertad, el orden y la paz pública. La Fuerza Ciudadana de Chiapas es la dependencia encargada del patrullaje y preservar el orden público, teniendo unidades de Análisis Táctico, investigación y operaciones. Mientras que la Policía Estatal Preventiva esta capacitada para las áreas con alto grado de criminalidad, ayudar a prevenir el delito y vigilar el tránsito de vehículos en carreteras y caminos vecinales del Estado, así como levantar las boletas de infracción por la violación a las disposiciones de la Ley de Vialidad.
El órgano de Seguridad Penitenciaria, esta encargada de velar la seguridad y mantener el orden en el sistema penitenciacio estatal. Cabe destacar que el sistema penitenciario del estado Chiapas es considerado como uno de los mejores en el país, según con la evaluación del Consejo Nacional de Seguridad Pública (CNSP), al alcanzar una calificación de 84.08 por ciento, dos puntos porcentuales arriba del Estado de Campeche, que ocupa el segundo lugar, con 82 por ciento. Cabe destacar que en los meses de mayo y junio ocupó el segundo lugar, mientras que en julio y agosto se consolidó como el mejor a nivel nacional. Y finalmente la Policía Estatal Fronteriza, cuyo objetivo es combatir los delitos del orden común en todos los municipios que se ubican en la franja fronteriza con Guatemala, implementando estrategias y modelos de seguridad eficaces y eficientes, dentro del marco de legalidad y respeto a los derechos humanos.